# Kristina zur Mühlen

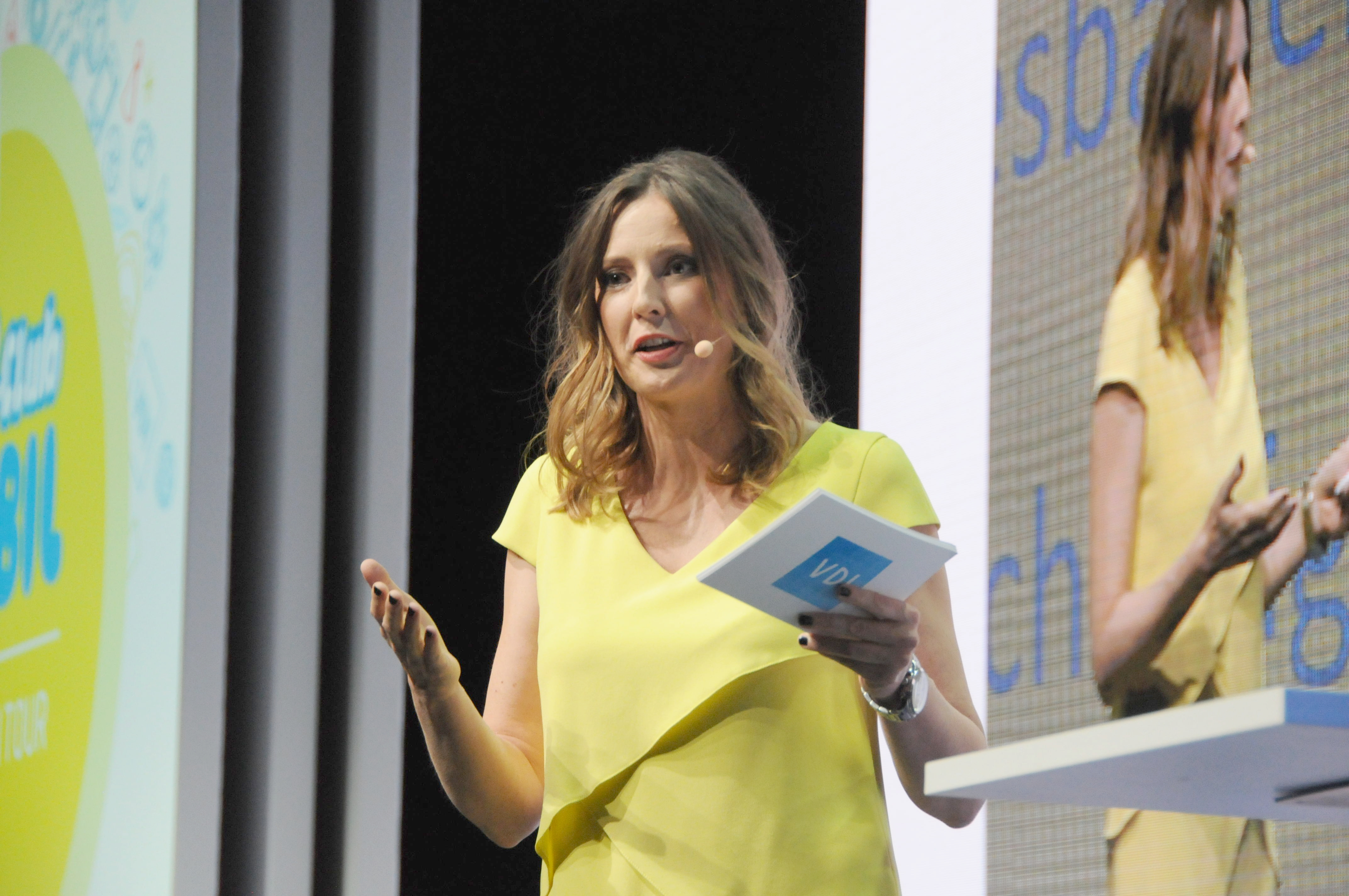
Kristina zur Mühlen auf dem Deutschen Ingenieurtag 2017 in Düsseldorf

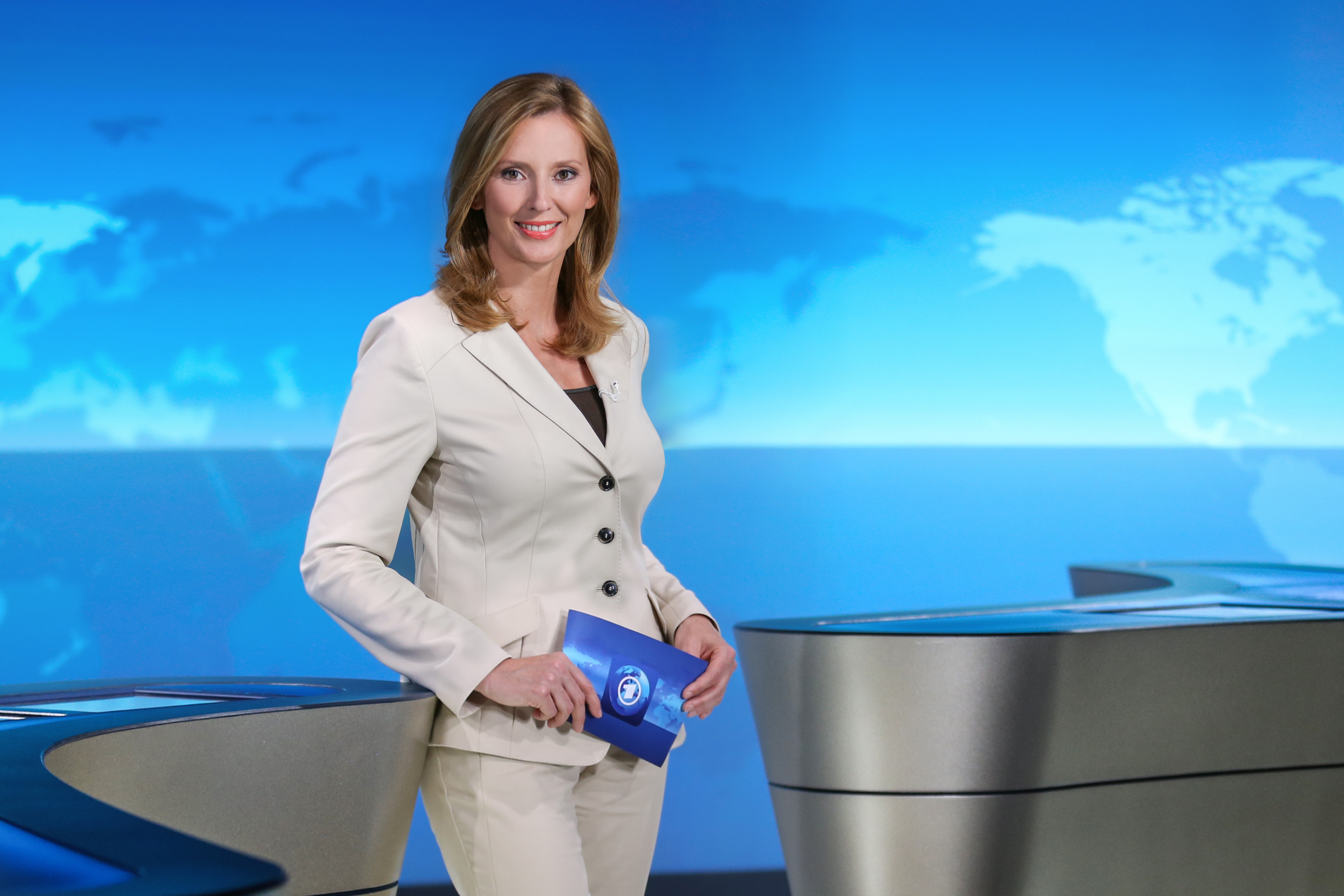
Moderatorin Kristina zur Mühlen im Tagesschau-Studio, 2016

Kristina zur Mühlen (* 23. März 1969 in Ost-Berlin) ist eine deutsche Journalistin, Fernsehmoderatorin und Diplom-Physikerin.

## Leben und Ausbildung
Kristina zur Mühlen wuchs in Kleinmachnow im heutigen Landkreis Potsdam-Mittelmark als ältestes Kind von drei Geschwistern auf. Von 1987 bis 1993 studierte sie Physik an der Friedrich-Schiller-Universität Jena, wo sie auf dem Gebiet der Laserphysik diplomierte. Im Nebenfach studierte sie in Jena „Georgische Sprache, Literatur und Geschichte“ (1989–1993) und lebte mehrere Monate in der georgischen Hauptstadt Tiflis. 
Nach anschließenden Praktika beim Saarländischen Rundfunk, Mitteldeutschen Rundfunk, Hessischen Rundfunk, der Deutschen Welle tv, dem ZDF und Sat.1 absolvierte sie von 1994 bis 1996 beim Ostdeutschen Rundfunk Brandenburg (heute RBB) ein Volontariat zur Hörfunk- und Fernseh-Journalistin. Ihre Sprechausbildung erhielt sie bei Rosemarie Grosse.

### Fernsehkarriere
Ab 1996 berichtete zur Mühlen als freie Filmautorin und Tagesreporterin über tagesaktuelle Themen aus Politik, Wirtschaft, Gesellschaft und Sport: zunächst für das RBB-Regionalmagazin Brandenburg aktuell – ab 2000 auch im NDR-Fernsehen für das Regionalmagazin Hamburg Journal. 2002 trat Kristina zur Mühlen erstmals vor die Kamera und moderierte im NDR-Fernsehen das Regionalmagazin Hamburg Journal. 2004 wechselte sie zum ARD-Digital-Programm EinsExtra. Unter dem Slogan „Nachrichten im Viertelstundentakt“ präsentierte sie die Nachrichtensendung EinsExtra Aktuell, die von der tagesschauredaktion in Hamburg produziert wird und am 1. Mai 2012 in tagesschau24 umbenannt wurde. Dort moderierte sie bis 2016. Während des Reaktorunglücks von Fukushima im März 2011 moderierte Kristina zur Mühlen erstmals mehrere Extra-Ausgaben der tagesschau. Von März 2012 bis 2016 las sie vormittags sowie am Wochenende die Nachrichten der tagesschau.
2006 präsentierte sie im WDR-Fernsehen auch das vierzehntäglich ausgestrahlte Wissensmagazin Q 21. Es wurde im Dezember 2006 zugunsten der Sendung Quarks & Co mit Ranga Yogeshwar eingestellt. 2006 moderierte sie im WDR-Fernsehen auch das Regionalmagazin Lokalzeit aus Aachen.
Von 2007 bis Juni 2017 moderierte sie das 3sat-Wissenschaftsmagazin nano, das montags bis freitags beim ZDF in Mainz produziert wird.

### Event-Moderation und Vorträge
Seit 2002 moderiert Kristina zur Mühlen Veranstaltungen, die sich mit Zukunftsthemen aus Naturwissenschaft, Technik und Gesellschaft beschäftigen.
Seit 2017 hält sie Vorträge zu unserer Welt im Wandel. Hier setzt sie sich mit den Themen Urbanisierung, Mobilität, Nachhaltigkeit, Digitalisierung, Fehlerkultur, Bildung und Gesellschaft auseinander.

### Engagement
Als Botschafterin der Peter Ustinov Stiftung unterstützt Kristina zur Mühlen Projekte zur Förderung von Bildung, Kreativität und Vielfalt. Außerdem ist sie Botschafterin für Kinderschutz bei der Deutschen Gesellschaft für Prävention und Intervention bei Kindesmisshandlung und -vernachlässigung (DGfPI). Darüber hinaus unterstützt Kristina zur Mühlen die Arbeit der Hamburger Stiftung „phönikks - Familien leben mit Krebs“.

## Privates
Kristina zur Mühlen ist Mutter einer Tochter und lebt seit 2000 in Hamburg. 